# 주원차오
주원차오(중국어 간체자: 朱文超, 병음: Zhū Wénchāo, 한자음: 주문초, SYU, 1986년 8월 3일 ~ )는 중국의 배우이다.